# Вульф, Павла Леонтьевна
Павла Леонтьевна Вульф (7 [19] июля 1878—8 июня 1961) — русская и советская актриса, заслуженная артистка Республики (1927).

## Биография
Родилась в немецкой дворянской семье.
Получила домашнее образование (с ней занимались преподаватели Московского университета). Несколько лет проучилась в институте Благородных девиц в Петербурге. После того как увидела на сцене В. Ф. Комиссаржевскую, решила стать актрисой.
По совету Комиссаржевской, к которой обратилась с письмом, поступила в драматическую школу Поллак, через год перешла на драматические курсы в императорском балетном училище при Александринском театре.
Студенткой дебютировала на сцене в роли Лауры в пьесе Г. Зудермана «Бой бабочек».
По завершении учёбы по совету своего педагога В. Данилина пыталась поступить в Московский Художественный театр, но не была принята. С 1901 года работала в Нижегородском театре в антрепризе Незлобина.
В 1902—1904 годах — актриса Рижского городского театра.
После революции жила в Ростове-на-Дону, где познакомилась с Фаиной Раневской, на долгие годы став её другом и учителем. С 1919 по 1923 год они работали в Симферопольском городском театре, который в то время называли «Театром актёра», а с 1920 года — Первым Советским театром. П. Вульф с дочерью Ириной, Фаина Раневская и Тата, неизменная помощница семьи, жили неподалёку от театра, в доме N 16 по улице Самокиша.
В конце 1920-х годов служила в театре города Днепропетровска.
Умерла 8 июня 1961 года на 83-м году жизни в Москве. Похоронена на Донском кладбище вместе с дочерью.

## Семья
- Отец — Леонтий Петрович Вульф.
- Мать — Анна Трифоновна.
- Дочь — Ирина Сергеевна Анисимова-Вульф (1907—1972), актриса, театральный режиссёр, заслуженный деятель искусств РСФСР.
  - Внук — Алексей Валентинович Щеглов (1939—2015), заслуженный архитектор РФ, писатель. 
    - Правнук — Дмитрий Алексеевич Щеглов (1964—2004), актёр, писатель.

## Признание и награды
- «Заслуженная артистка Республики» (1927)[1]

## Роли П. Л. Вульф
- «Дворянское гнездо» И. Тургенева — Лиза
- «Чайка» А. П. Чехова — Нина Заречная
- «Вишнёвый сад» А. П. Чехова — Аня
- «Иванов» А. П. Чехова — Саша
- «Царь Фёдор Иоаннович» — Ирина
- «Горе от ума» А. С. Грибоедова — Софья

## Киновоплощения
- 2023 — «Раневская» (8 серий, реж. Д. Петрунь). В роли Павлы Вульф — Полина Кутепова